# ال. اس. استارت
ال. اس. استارت (انگلیسی: L. S. Starrett Company) شرکت ابزار آمریکایی است، که در سال ۱۸۸۰ تأسیس شد.